# 27 d'Àries
27 d'Àries (27 Arietis) és un estel de magnitud aparent +6,23 situat a la constel·lació d'Àries. Sense lletra grega de Bayer, és conegut generalment pel seu nombre de Flamsteed. S'hi troba a 313 anys llum de distància del sistema solar.
27 d'Àries és un estel groc, classificat com a gegant o subgegant, de tipus espectral G5III-IV la temperatura superficial del qual és de 4.804 K. La seva lluminositat és 36 vegades major que la lluminositat solar. La mesura del seu diàmetre angular (0,00093 segons d'arc) ha permès calcular el seu diàmetre, 12 vegades major que el del Sol. La seua metal·licitat sembla ser significativament menor que la solar, amb una relació entre els continguts de ferro i hidrogen 5 vegades menor que la que presenta el Sol. És un estel més antic que el Sol, amb una edat estimada de 8.810 ± 2.120 milions d'anys.
27 d'Àries és considerat un estel del disc gruixut galàctic. Aquests estels es mouen en òrbites distants del centre del pla galàctic. L'òrbita de 27 Arietis la porta a allunyar-se fins a 1,13 kiloparsecs del centre del pla galàctic.